# Alexander Colin
Alexander Colin (také psáno Colyn, Colins, Colyns nebo Collin; 1527 / 1529 Mechelen (provincie Antverpy) – 17. srpna 1612 Innsbruck) byl vlámský sochař období manýrismu.

## Život

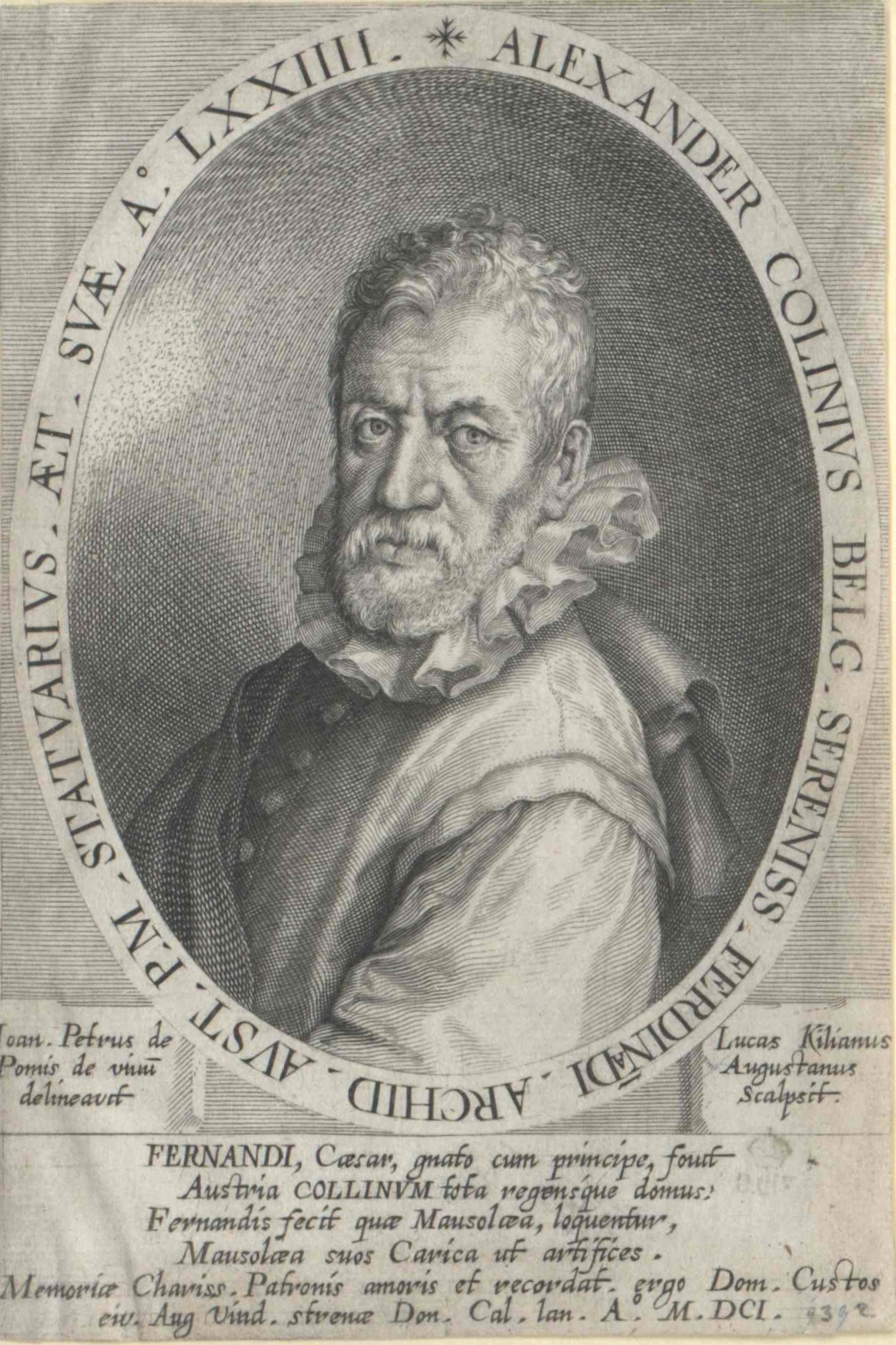
AlexanderCollin ve věku 74 let, podle Johanna Petera de Pommis ryl Lucas Kilian (1601)

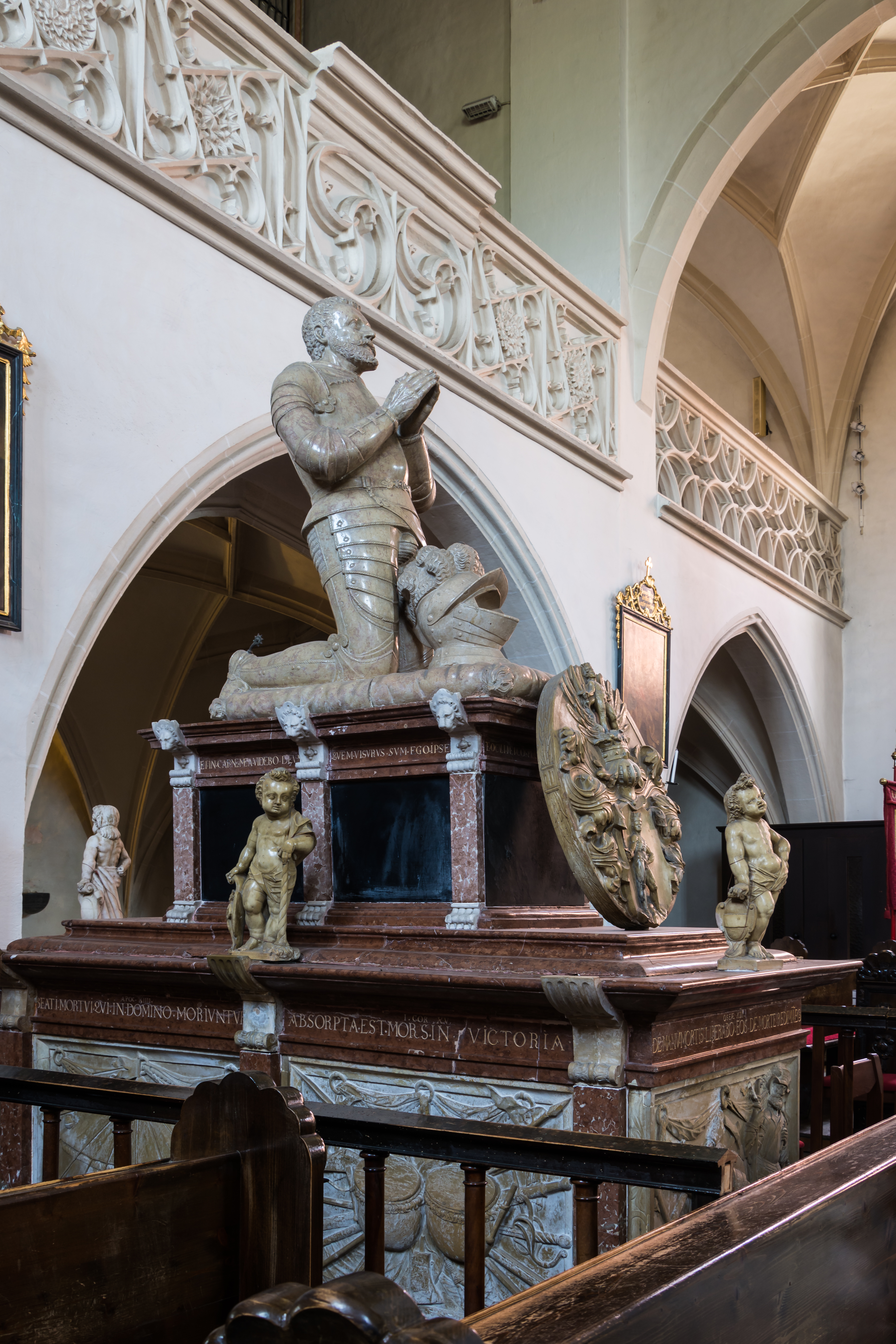
Kuefsteinský kenotaf v obci Maria Laach am Jauerling (1607)

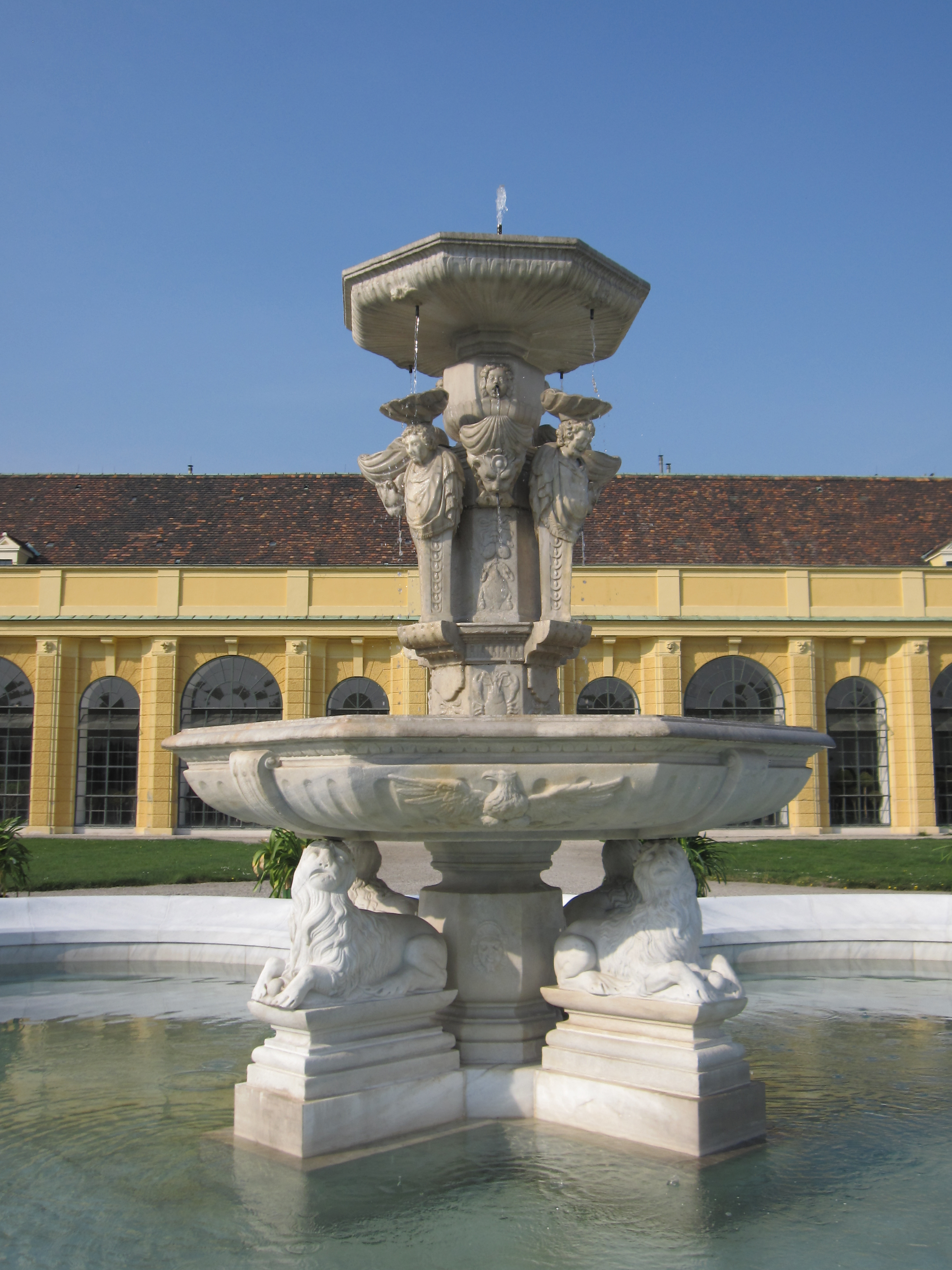
Colinova kašna v Schönbrunnu

O jeho mládí a vzdělání je známo velmi málo. Helga Dresslerová předpokládá, že ve 40. letech 16. století pracoval ve Francii ve Fontainebleau a odtud odešel do Itálie, pravděpodobně do Milána. V roce 1558 byl už jako zavedený mistr pověřen vytvořením postav a ornamentů na paláce kurfiřta Ottheinricha Falckého (Ottheinrichsbau) Heidelberského hradu. Kolem roku 1560 se vrátil do Mechelenu a oženil se s Marií de Vleeschouwer . Na konci roku 1562 vstoupil do služeb Habsburků a přestěhoval se do Innsbrucku, který se kromě Vídně stal jeho hlavním působištěm po zbytek života.
Jeho první velkou zakázkou bylo provedení soch a plastik pro hrobku císaře Maxmiliána I. v innsbruckém Dvorním kostele (Hofkirche). Další významnou objednávkou pro nově jmenovaného dvorního sochaře byla výzdoba hrobky arcivévody Ferdinanda Tyrolského a jeho první manželku Filipínu Welserovou. Dále v roce 1607 vytvořil náhrobek Jana Jiřího III. z Kuefsteinu v kostele v dolnorakouské obci Maria Laach am Jauerling. Podobnou hrobku vytvořil pro biskupa Jana Nase se sochou v životní velikosti. Vytvořil také epitaf svůj a své manželky Marie († 1594) ve forme oltářního triptychu, je umístěn ve Dvorním kostele v Innsbrucku.
Pro zámek Neugebäude v dnešním 11. vídeňském obvodě Simmering Colin na objednávku císaře Maxmiliána II. vytesal figurální výzdobu dvou kašen z mramoru. Jednu z nich, se čtyřmi figurami lvů a čtyřmi hermovkami satyrů, dala císařovna Marie Terezie přenést do parteru zahrady v Schönbrunnu, kde dosud stojí mezi lékárnou a oranžerií.
Prováděl především monumentální figurální díla z bílého mramoru. Mezi jeho zásluhy patří objev a využití mramorových lomů v Obernbergu am Brenner.

## Žáci
Spolupracovníky a učni v jeho dílně v Innsbrucku byli jeho syn Andreas Colin, také známý jako Andreas de Clievere, Hans Conrad, Dominik Farent a Franz Perwon.

## Dílo (výběr)
- Alegorické sochy čtyř temperamentů člověka, karyatid a reliéfy v průčelí paláce kurfiřta Ottheinricha Falckého (1558–1559) na hradě v Heidelbergu, pískovec.
- Náhrobek císaře Maxmiliána I. ve Dvorním kostele (Hofkirche) v Innsbrucku. Mramorové reliéfy podle dřevořezeb Albrechta Dürera.
- Královské mauzoleum (1566–1590) v chrámu sv. Víta v Praze. Z bílého mramoru, sochy Ferdinanda I. Habsburského, jeho ženy Anny Jagellonské, jejich syna Maxmiliána II., vzkříšeného Krista a reliéfy členů rodiny Habsburků.
- Památník nad hrobem Bernardina Menesia z Toleda († 1566) při stěně v jižní části transeptu chrámu sv. Víta v Praze. Z bílého mramoru, stojící postava rytíře ve zbroji, se sňatou přilbou v ruce, na pilíři rodový erb, asi z roku 1566 (autorství připsala Jarmila Krčálová[3])
- Figurální výzdoba dvou kašen pro zámecký park Neugebäude ve Vídni-Simmeringů, jedna z nich dochovaná v Schönbrunnu
- Náhrobky arcivévody Ferdinanda Tyrolského, Filipíny Welserové a Kateřiny z Lokšan (1580) ve Stříbrné kapli Dvorního kostela (Hofkirche) v Innsbrucku.
- Epitaf Eitelhanse z Althanu v Goldburgu-Murstettenu.
- Epitaf svůj a své manželky Marie, rozené Fleischhauerové († 1594): má formu oltářního triptychu s reliéfy mrtvého Lazara na predele, scénu zázraku Lazarova vzkříšení uprostřed, alegorické postavy Víry a Lásky po stranách, osazen při stěně ve Dvorním kostele (Hofkirche) v Innsbrucku.